# القنفذ سونيك 3 (فلم)
القنفذ سونيك 3 (بالإنجليزية: Sonic the Hedgehog 3) هو فيلم كوميدي أكشن صدر عام 2024 مقتبس من سلسلة ألعاب الفيديو التي نشرتها شركة سيجا. وهو الجزء الثالث في سلسلة أفلام القنفذ سونيك، من أخراج جيف فولر وسيناريو باتريك كيسي وجوش ميلر وجون ويتنغتون، استنادًا إلى قصة كتبها كيسي وميلر. وبطولة جيم كاري. في الفيلم، يتعاون سونيك وتيلز ونكلز مع الدكتور روبوتنيك لهزيمة عدو جديد، القنفذ شادو.

## القصة
يواجه سونيك وتيلز ونكلز خصمًا جديدًا قويًا وغامضًا، وهو القنفذ شادو. يشكل الثلاثي تحالفًا غير متوقع مع الدكتور روبوتنيك على أمل إيقاف شادو وحماية كوكب الأرض.

## الممثلون

### طاقم صوتي
- بين شوارتز في دور القنفذ سونيك: قنفذ أزرق مجسم يمكنه الركض بسرعات تفوق سرعة الصوت.
- كولين أوشونيسي في دور مايلز "تيلز" بروير: ثعلب أصفر برتقالي مجسم يمكنه الطيران بذيله التوأم.
- إدريس إلبا في دور ناكلز النضناض: محارب نضناض أحمر مجسم وذو رأس حاد وذو قوة خارقة .
- كيانو ريفز في دور شادو القنفذ: قنفذ أسود مخطط باللون الأحمر تم إنشاؤه من برنامج حكومي سري يسمى مشروع شادو. يمكنه الانتقال الفوري ولديه قوة هائلة. لقد عاش مأساة ويسعى للانتقام.

### طاقم التمثيل الحي
- جيم كاري في دور:
  - الدكتور إيفو روبوتنيك ، عالم مجنون وألد أعداء سونيك والذي غالبًا ما يشير إليه باسم "إيجمان".
  - جيرالد روبوتنيك ، جد إيفو الذي ابتكر شادو القنفذ. قال كاري إن الاختلاف الجوهري بين جيرالد وإيفو هو أن إيفو كان من جيل أكبر سنًا وأكثر صلابة، ووصفه بأنه قوي مثل "الصخرة التي خرج منها زحفًا".
- جيمس مارسدن بدور توم واتشوسكي، الأب المتبني لسونيك، وتيلز، ونكلز، ورئيس شرطة جرين هيلز، مونتانا.
- تيكا سومبتير بدور ماددي واتشوسكي، زوجة توم، والأم بالتبني لسونيك، وتيلز، ونكلز، والطبيبة البيطرية المحلية في جرين هيلز.
- كريستين ريتر بدور المدير روكويل، وهو ضابط رفيع المستوى في المنظمة العسكرية وحدات حماية الأمم (GUN).
- ناتاشا روثويل بدور راشيل، أخت ماددي.
- لي مجدوب بدور العميل ستون، مساعد إيفو روبوتنيك.
- توم باتلر في دور القائد والترز، نائب رئيس هيئة الأركان المشتركة السابق الذي يترأس منظمة GUN
- آدم بالي في دور ويد ويبل، نائب عمدة مدينة جرين هيلز الغبي.
- شيمار مور في دور راندال هاندل، زوج راشيل الذي يعمل وكيلًا لوكالة GUN
- أليلا براون بدور ماريا روبوتنيك، وهي فتاة أصبحت صديقة مقربة لشادو أثناء وجوده في مختبر جيرالد.

بالإضافة إلى ذلك، تم اختيار صوفيا بيرناس، وكريستو فرنانديز، جايمس واليك، وجرما تاكن لأداء أدوار غير معلنة.

## الانتاج
تم الإعلان عن خطط إنتاج الفيلم في فبراير 2022 خلال حدث المستثمرين الذي نظمته باراماونت غلوبل قبل إصدار الفيلم الثاني. بسبب إضراب نقابة ممثلي الشاشة (SAG-AFTRA) في عام 2023، بدأ تصوير الشخصيات المتحركة في يوليو 2023 في سري بإنجلترا، بينما بدأ التصوير مع الممثلين الجسديين في نوفمبر من ذلك العام في لندن. يستلهم الفيلم أفكاره من ألعاب الفيديو سونيك أدفنشر 2 (2001) و شادو ذا هيدجهوج (2005). تم اختيار ريفز بسبب أوجه التشابه بين أدائه في أفلام جون ويك ورؤية فاولر لشادو، وعلى الرغم من تفكيره في التقاعد، عاد جيم كاري لأسباب مالية وحبه للدور. تم تكييف العديد من عناصر شخصية شادو في الألعاب للشاشة في تجسيد "مخلص للمعجبين".

تولى الاخراج جيف فولر، والانتاج نيل إتش. موريتز وتوبي آشر وتورو ناكاهارا وهيتوشي أوكونو. عمل هاروكي ساتومي، وشوجي أوتسومي، ويوكيو سوغينو، وفاولر، وتومي جورملي، وتيم ميلر كمنتجين تنفيذيين. عاد بات كيسي وجوش ميلر وجون ويتنغتون لكتابة السيناريو، مع منح الاثنين السابقين أيضًا الفضل في القصة. حصل بول جرينبيرج وأورين أوزيل على مواد أدبية إضافية خارج الشاشة. بالإضافة إلى ذلك، تم تطوير مسلسل تلفزيوني فرعي لـ باراماونت+ ناكلز، في نفس الوقت مع الفيلم.
من بين العناصر التي تم تضمينها في الفيلم كانت المخلوقات الشبيهة بالجنية تشاو. في هذا الفيلم، هم جزء من مطعم مستوحى من حدائق تشاو في طوكيو، حيث يواجه فريق سونيك وشادو بعضهما البعض لأول مرة. شعر فاولر أن استخدام الشخصيات في مناطق الجذب الشهيرة كان "معقولًا للغاية"، ويمكن استخدامه كأداة حبكة، كما حدث عندما احتاج فريق سونيك إلى لحظة لإعادة التجمع وإجراء محادثة حول ما كان يحدث.

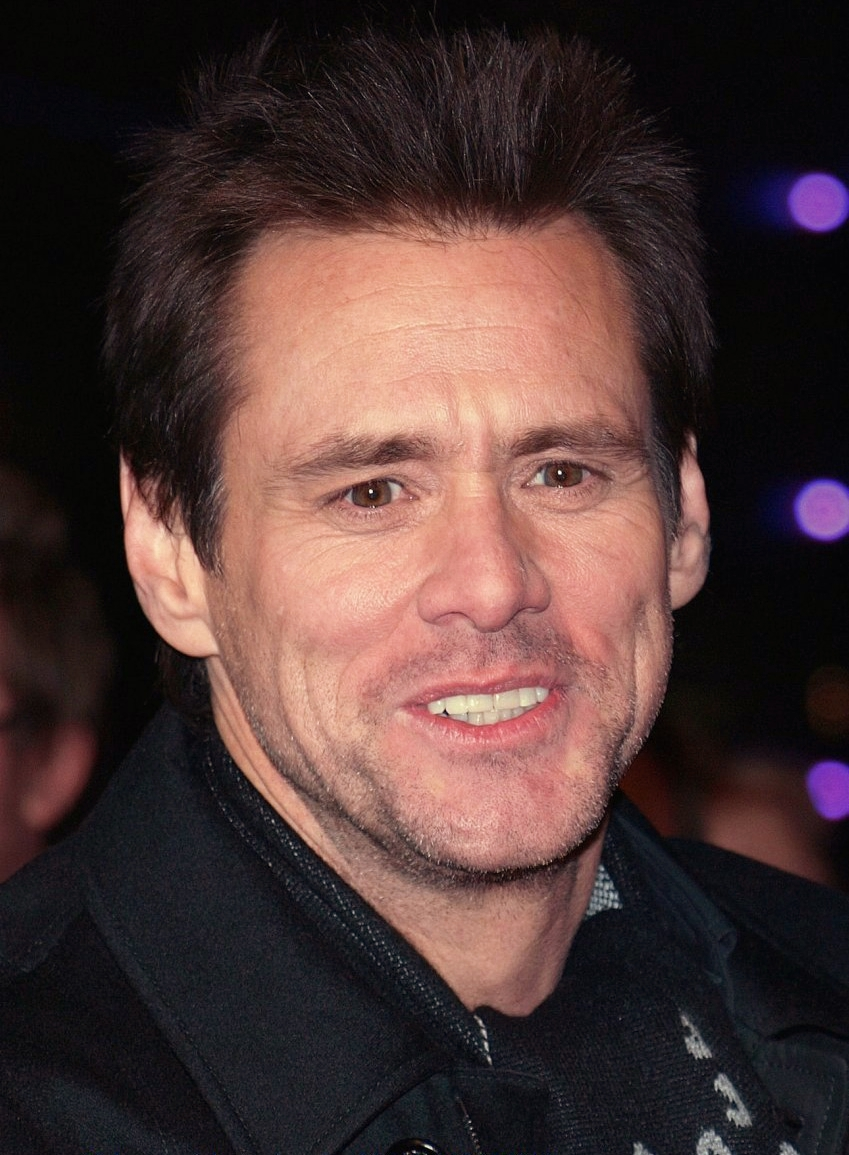
قال جيم كاري إنه لن يعيد تمثيل دوره إلا إذا حصل على "نص ذهبي"؛ وقد أرسل المخرج جيف فاولر نص فيلم سونيك 3 ' مطبوعًا بحبر عيار 24 قيراطًا.

في أبريل 2022، أعلن جيم كاري الذي يجسد شخصية دكتور روبوتنيك في الأفلام أنه يفكر في اعتزال التمثيل. مع تقاعده المحتمل، أكد موريتز وآشر أن دوره كروبوتنيك لن يتم إعادة صياغته في أي جزء ثانٍ إذا نفذ خطط تقاعده. ومع ذلك، ظلوا متفائلين بأنهم قادرون على تطوير نصوص جيدة بما يكفي لمواصلة الدور. واعترف كاري، مطالبًا "الملائكة بإحضار نوع من النص المكتوب بالحبر الذهبي الذي يخبرني أنه سيكون من المهم حقًا أن يشاهده الناس" إذا كان سيستمر.

## روابط خارجية
- مقالات تستعمل روابط فنية بلا صلة مع ويكي بيانات